# Yvonne Fair
Yvonne Fair, de son vrai nom Flora Yvonne Coleman, (21 octobre 1942 à Richmond, Virginie – 6 mars 1994 à Las Vegas, Nevada) est une chanteuse américaine.

## Carrière
Yvonne Fair fait ses débuts au sein du groupe The Chantels et intègre la James Brown Revue.
En juin 1962, elle enregistre la chanson I Found You, produite par James Brown, qu'il retravaillera ensuite pour donner I Got You (I Feel Good). Le mois suivant, il l'accompagne à l'orgue sur You Can Make It If You Try. Le concert du 24 octobre 1962 à l’Apollo Theater est sa dernière apparition au sein de la James Brown Revue. Enceinte de ce dernier, elle donne naissance à une fille, Venisha Brown.
Dans les années 1970, elle signe chez Motown Records. En 1972, elle interprète une chanteuse dans le film Lady Sings the Blues, au côté de Diana Ross.
En 1975, elle revient brièvement sur le devant de la scène avec l'album The Bitch Is Black duquel sont extraits les singles It should have been me (#5 au Royaume-Uni), Funky Music Sho Nuff Turns Me On, Walk Out the Door If You Wanna et Love Ain't No Toy. Produit par Norman Whitfield, cet opus demeure l’un des trésors oubliés du funk des années 1970. 
Yvonne Fair décède à Las Vegas le 6 mars 1994 à l'âge de 51 ans.

## Discographie

### Album studio
- 1975 : The Bitch Is Black